# كيت واتسون
كيت واتسون (بالإنجليزية: Keith Watson) (14 نوفمبر 1989 في المملكة المتحدة - ) هو لاعب كرة قدم بريطاني في مركز الظهير. لعب مع دندي يونايتد ونادي سانت ميرين ونادي هيبرنيان ونادي إيست فيف وفورفار أثلتيك ‏.

## وصلات خارجية
- كيت واتسون على موقع قاعدة بيانات كرة القدم.إي يو (الإنجليزية)
- كيت واتسون على موقع Soccerbase.com (لاعب) (الإنجليزية)
- كيت واتسون على موقع Soccerway.com (الإنجليزية)
- كيت واتسون على موقع عالم كرة القدم.نت (الإنجليزية)